# Charles Chetwynd-Talbot, II conte Talbot
Charles Chetwynd-Talbot, II conte di Tabolt (25 aprile 1777 – Ingestre Hall, 10 gennaio 1849), è stato un politico inglese.

## Biografia
Era il figlio maggiore di John Talbot e sua moglie, Charlotte Hill, una figlia di Wills Hill, I marchese di Downshire. Quando il padre fu creato conte di Talbot e visconte Ingestre nel 1784, egli assunse quest'ultimo come titolo di cortesia. Suo padre aggiunse il nome "Chetwynd" al nome della famiglia nel 1786. Egli ereditò la contea alla morte di suo padre nel 1793. Studiò alla Christ Church di Oxford.

## Carriera
Dopo aver terminato gli studi, lavorò presso l'ambasciata britannica in Russia sotto Lord Whitworth. Nel 1803, organizzò un gruppo di volontari in Staffordshire per opporsi ad una invasione pianificata da parte Napoleone.
Nel 1812, fu nominato Lord Luogotenente di quella contea, carica che mantenne fino alla morte. Nello stesso anno fu nominato Lord Luogotenente d'Irlanda e ammesso al Privy Council.
Fu nominato Cavaliere di San Patrizio, nel 1821, da Giorgio IV, in riconoscimento dei suoi servizi relativi all'agricoltura in Irlanda. Tuttavia, il crescente malcontento in Irlanda sotto l'amministrazione di Talbot, ha costretto il primo ministro, Lord Liverpool, di sostituirlo con Lord Wellesley, nel di dicembre 1821.

## Matrimonio
Nel 1800 sposò Frances Thomasine Lambart, figlia di Charles Lambart. Ebbero undici figli:
- Lady Frances Charlotte (1801-1823), sposò William Legge, IV conte di Dartmouth;
- Charles Thomas, visconte Ingestre (1802-1826);
- Henry John, visconte Ingestre, poi III conte Talbot e XVIII conte di Shrewsbury;
- Arthur (1805-1884), sacerdote;
- John (1806-1852), giudice e membro della Associazione Canterbury.
- Lady Cecil Chetwynd (1808-1877), sposò John Kerr, VII marchese di Lothian;
- (George) Gustavus (1810-1896), sacerdote;
- William Whitworth (1814-1888), sacerdote;
- Chetwynd Gilbert (1816-1896), sacerdote;
- Wellington Patrick Manvers (1817-1898), soldato;
- Gerald (1819-1885).

## Ultimi anni e morte
Nel 1839, in riconoscimento dei suoi servizi come Lord Luogotenente dello Staffordshire, ricevette una pensione di £ 1400.
Lady Talbot morì nel dicembre del 1819, meno di tre mesi dopo la nascita del suo ultimo figlio. Lord Talbot morì nella sua casa, Ingestre Hill, nel 1849.